# Chthonius vachoni
Chthonius vachoni är en spindeldjursart som beskrevs av Heurtault-Rossi 1963. Chthonius vachoni ingår i släktet Chthonius och familjen käkklokrypare. Inga underarter finns listade i Catalogue of Life.